# Harmeldoctrine
De Harmeldoctrine is een politieke lijn afgeleid uit het Harmel-rapport van Pierre Harmel voor de NAVO (1967).
Pierre Harmel streefde naar een 'Europese regeling' in de Koude Oorlog. De 'Europese regeling' is een overstijgen en overbruggen van de onnatuurlijke verdeling van Europa in een West- en een Oostblok.
Om deze opdeling te overstijgen had Pierre Harmel een drieledige politiek uitgeschreven: de Harmeldoctrine.
1. De NAVO was niet enkel een defensieve organisatie als verdediging tegen de Sovjet-Unie, maar had ook een rol te spelen in de ontspanning van de relaties met de lidstaten van het Oostblok.
2. Deze toenadering moest er komen door een overname van de gaullistische techniek van bilaterale contacten tussen West-Europese en Oost-Europese staten. Elke Europese NAVO-lidstaat moest proberen vriendschappelijke en ontspannen relaties aan te gaan met lidstaten van het Oostblok.
3. Deze vriendschappelijke contacten zouden een Europese detente bewerkstelligen en de verschillende Europese landen zouden zo naar elkaar groeien waardoor een 'Europese regeling' mogelijk wordt.

De Harmeldoctrine ziet dus een Europese detente door bilaterale contacten als middel om tot een 'Europese regeling' te komen.